# 墨脱弯脚虎
墨脱弯脚虎（学名：Cyrtodactylus medogensis）为壁虎科弯脚虎属的爬行动物。在中国大陆，分布于西藏等地，常栖息于于建筑物上。该物种的模式产地在西藏墨脱。
其种加词“medogensis”意为“西藏自治区墨脱县的”。

## 保护
本种于2023年被收录入《有重要生态、科学、社会价值的陆生野生动物名录》。